# جاكي نايت
جاكي نايت (بالإنجليزية: Jackie Knight)‏ (12 سبتمبر 1922 ببولتن في المملكة المتحدة - 1996 في المملكة المتحدة) هو لاعب كرة قدم بريطاني (وحمل سابقاً جنسية المملكة المتحدة لبريطانيا العظمى وأيرلندا) في مركز مهاجم داخلي. لعب مع بريستون نورث إيند ونادي إكزتر سيتي ونادي بيرنلي ونادي تشيسترفيلد.